# أندرو جورج (عالم مناعة)
أندرو جون تيموثي جورج  (من مواليد 12 مايو 1963م)  نائب مستشار الجامعة (التعليمية والدولية) في جامعة برونيل في لندن وأستاذ علم المناعة.

## التعليم
تلقى جورج تعليمه في كلية كليفتون في بريستول.  درس العلوم الطبيعية في كلية ترينيتي ، كامبريدج (الجزء الثاني من علم الأمراض) ، قبل الذهاب إلى مختبرات تينوفوس ، جامعة ساوثهامبتون ، حيث حصل على درجة الدكتوراه (1987) تحت إشراف فريدا ستيفنسون (مناعة مجهولة النوع ضد سرطان الخلايا الليمفاوية البائية).

## المهنة
بعد حصوله على درجة الدكتوراه ، حصل جورج على زمالة بيت ميموريال لإجراء أبحاث ما بعد الدكتوراه في مختبرات تينفوس.  ثم ذهب إلى المعاهد الوطنية للصحة للعمل في مختبر الدكتور ديفيد سيغال ، لتطوير جزيئات تستند إلى الأجسام المضادة المؤتلفة.  عاد إلى المملكة المتحدة في عام 1992 ليصبح محاضرًا في الكلية الطبية العليا للدراسات الطبية بمستشفى هامرسميث (التي اندمجت مع كلية إمبريال في لندن عام 1997).  تمت ترقيته إلى محاضر أول وقارئ وأستاذ علم المناعة الجزيئي.  سعى بحثه لفهم ومعالجة الجهاز المناعي لعلاج المرض.  حصل على الدكتوراه الفخرية من جامعة إمبريال كوليدج لندن في عام 2012.
تم تعيينه مديراً لكلية الدراسات العليا لعلوم الحياة والطب في عام 2010 ، ثم مديراً لكلية الدراسات العليا المدمجة من عام 2011.  وكان مدير مدرسة التطوير المهني من عام 2010.  في عام 2013 ، انتقل إلى جامعة برونيل بلندن كنائب المدير / نائب مستشار الجامعة (التعليم والدولية) وأستاذ علم المناعة.

## التعيينات الخارجية
كان جورج رئيسًا للجنة الأخلاقيات البحثية في مستشفيات هامرسميث في الفترة من 2000 إلى 2010 ، ورئيسًا لفريق المستشارين القومي لأخلاقيات البحث في الفترة 2009-2001.  وكان رئيس المجموعة الاستشارية للعلاج الجيني في عام 2012 ، واستمر مستشارًا للعلاج الجيني لهيئة البحوث الصحية.  بين عامي 2007 و 2017 ، كان عضواً في الفريق الاستشاري لخبراء التجارب السريرية في لجنة الأدوية البشرية ، المسؤلة عنلفحص التجارب السريرية عالية الخطورة كالتي تنطوي على عوامل بيولوجية أو ما شابهها.
كما عمل في العديد من الهيئات المانحة للمنح ، بما في ذلك رئاشة الفريق الاستشاري العلمي للبحوث الطبية للعمل (2008-2012) ، والفريق الاستشاري للتدريب NERC (2012-2014).  كان رئيس تحرير قسم رأي الخبراء في البراءات العلاجية (1996-2000) ومجلة الأساليب المناعية (1999-2003 ، هيئة التحرير 1996-2008) ، ومجلس تحرير اتجاهات علم المناعة (2007-2011) وزرع الأعضاء (2000 -2014).
كان جورج أمينًا للبحوث الطبية للعمل (2008-2015).  وهو حاليًا حاكم كلية ريتشموند المجتمعية للبالغين ومدرسة جون هامبدن للقواعد .  وهو مدير شركاء الكلية الإمبريالية للرعاية الصحية ومؤسسة وست لندن للتجارة.

## الزمالات والجوائز
جورج هو زميل الكلية الملكية لعلماء الأمراض وأكاديمية التعليم العالي والجمعية الملكية للفنون والجمعية الملكية لعلم الأحياء.  وقد شغل كراسي فخرية أو زائرة في معهد طب وجراحة العيون (UCL) وجامعة فليندرز وجامعة هوبي للطب
حصل على جائزة MBE في قائمة الشرف للعام الجديد 2017 للخدمات المقدمة للمشاركين في الأبحاث والحوكمة الأخلاقية للبحوث السريرية.

## البحوث والمصالح المهنية
جورج هو أحد المهتمين بالتعليم ووناقشه عدة مرات في كتاباته.